# السادة (مودية)

تعديل مصدري - تعديل

السادة هي إحدى قرى عزلة مودية بمديرية مودية التابعة لمحافظة أبين، بلغ تعداد سكانها 35 نسمة حسب تعداد اليمن لعام 2004.